# 703 Noëmi
703 Noëmi eller 1910 KT är en asteroid i huvudbältet, som upptäcktes den 3 oktober 1910 av den österrikiske astronomen Johann Palisa. Den är uppkallad efter Valentine Noëmi von Rothschild.
Asteroiden har en diameter på ungefär 7 kilometer och tillhör asteroidgruppen Flora.